# Nacarina panchlora
Nacarina panchlora är en insektsart som först beskrevs av Gerstaecker 1888.  Nacarina panchlora ingår i släktet Nacarina och familjen guldögonsländor. Inga underarter finns listade i Catalogue of Life.